# Széles kárász
A széles kárász vagy kárász (Carassius carassius) a csontos halak (Osteichthyes) főosztályába, a sugarasúszójú halak (Actinopterygii) osztályába, a pontyalakúak (Cypriniformes) rendjébe és a pontyfélék (Cyprinidae) családjába tartozó faj.
A folyószabályozások előtt az Alföld jelentős részét borító mocsárvilág gyakori hala volt. Az ármentesítés után kialakuló új faunában folyamatosan fogyatkozott az állománya és számos vízből már el is tűnt. Ma Magyarországon ritka és veszélyeztetett halfaj, melynek védelme is indokolt lenne, azonban jelentős telepítések révén és az eredeti élőhelyeinek rehabilitációjával védik az állományát.
A német sporthorgász szövetség és az osztrák testvérszervezet kuratóriuma 2010-ben, és a Magyar Haltani Társaság internetes szavazásán 2012-ben az év halának választották azért, hogy ezzel is ráirányítsák a fajra a természetvédők figyelmét.

## Elnevezései
A széles kárász, további magyar elnevezései a karics, a karesz, az aranykárász, a sárga kárász, a cigánykárász (csak a sötét színű példányok), a fattyú kárász és a természetben is megtalálható hibridjei a kárászponty vagy pontykárász.

## Előfordulása
Természetes elterjedési területe az Amur folyó és az Aral-tó vízgyűjtő területei, Szibéria, valamint Európa nagy része. Elszigetelt, betelepített állományai Spanyolország déli részén, az Egyesült Királyságban és még az Amerikai Egyesült Államokban is megtalálhatóak.

### Alfaj
Egy alfaja a Carassius carassius jacuticus (Kirillov, 1956) ismert, azonban korábban más ma már önálló fajokat is soroltak ide például a japán széles kárászt, melyet Carassius carassius cuvieri  Temminck & Schlegel, 1846 néven is leírtak.

### Magyarországi előfordulása
Magyarországon megtalálható folyókban és állóvizekben egyaránt. Fontosabb élőhelyei: a Duna, a Mosoni-Duna, a Rába,  a Rábca, a Répce, az Ipoly,  a Marcal, a Zala, a Kapos, a Dráva, a Mura, a Kerka, a Karasica, a Tisza, az Öreg-Túr, a Szamos, a Csörnöc-Herpenyő, a Rétkerti-patak, az Által-ér, a Lókos-patak, a Sződi-patak, a Tözeges, az Égerláp,  a Dunavölgyi-főcsatorna, a Kraszna, a Bodrog, a Keleti-főcsatorna, a Nyugati-főcsatorna, a Strém, a Sajó, a Bódva, a Hernád, a Vadász-patak, a Takta, a Zagyva, a Hármas-Körös, a Kettős-Körös, a Fekete-Körös, a Vezseny-ér, a Pándzsa-patak, a Fehér-Körös, a Sebes-Körös, a Berettyó, a Maros, a Balaton, a Kis-Balaton, a Fertő, a Velencei-tó, a Tisza-tó, a Kolon-tó, a Kondor-tó, a Kurjantó-tó, a Péteri-tó, a Nagy-Csukás-tó, és a Vörös-mocsár, tőzegbányatavak, egyéb tavak, mesterséges halastavak, holtágak, mocsarak és csatornák.

### Hasonló fajok
A legjobban a közeli rokonfaj ezüstkárász hasonlít hozzá, mivel a kárászok színe alkalmazkodhat a környezethez ezért barna vízben sötétebb árnyalatot vehet fel mindkét faj. A megkülönböztetését segíti a hátúszójának széle, mely egyenes vagy kissé homorú, és az úszó elején lévő csonttüskén 10-15 nagyobb fog van és színezete is sötétebb. Hasonlít a pontyhoz, mellyel a hátúszójának sugárszáma és csonttüskéjének fogazottsága egyezik. Megkülönböztetése mégis könnyű, hiszen a ponty a fölső állkapcsán és a szájszögletében kis bajuszt visel, míg a kárásznak nincsen bajusza. Az ivadékához hasonlít a szivárványos ökle, de összekeverni nehéz, hiszen ennek faroknyelén egy kékeszöld csík látható és testformáját tekintve inkább a keszegekre hasonlít.

## Megjelenése
Teste zömök, oldalról lapított, háta magas felépítésű. Feje kicsi, szája felső állású ajkai a pontynál kevésbé húsosak és nincsenek bajuszszálai. Szeme nagy, homloka meredeken emelkedik, orra tompa, szája kicsi és csúcsba nyíló. Farokúszója gyengén bemetszett. Hátúszója 17-25 úszósugárból áll, melynek első sugara hajlékony, hátulsó része gyengén fogazott – ezt hívják bognártüskének. Garatfogainak száma mindkét oldalon 4-4 egy sorban. A faroktövén egy sötétszürke folt látható, mely a fiatal példányoknál még körbefut.
Testét nagy pikkelyek fedik, melyek vastagok és erősen ülnek. Háta barnás, zöldes csillogással; oldalai világosabbak, sárgásbarnák. A hasa sárgásfehér néha halvány vörös árnyalattal. A széles kárász domináns alapszíne az aranysárga, de világosabb aranyló színváltozatát aranykárásznak és a sötétzöldes barnás színezetű példányait cigánykárásznak nevezik.
Méretét tekintve közepes méretű faj, testhossza 15-25 centiméter és nagyon ritkák a 30 centiméter feletti példányaik. A hazai horgászrekord 2,95 kilogramm (1999).

## Életmódja
A növényekben gazdag sekélyebb állóvizeket kedveli. A folyókban is megtalálható, de a főmedrében ritkán fordul elő. Az áramló szakaszokat kerüli, de egy-egy nagyobb áradás esetén kimozdul a hullámtéri állóvizekből. Jelentősebb állományai a folyók holtágaiban vagy mocsaras részeken alakul ki.  Szívós halfaj, jól viseli az oxigénszegény viszonyokat és télen az iszapba beágyazódva a víz teljes átfagyását is eltűri.

## Szaporodása
Az ivarérettségét második vagy harmadik éves korára éri el. Ívásakor május-június hónapokban csapatokban, tömegesen keresi fel a vizek sekélyebb részeit. Az ideális vízhőmérséklet a 14-16 Celsius. Egy ikrás 2-3 részletben rakja le 1,4-1,7 mm átmérőjű, sárgás színű, 100-300 ezer szem, erősen ragadós ikráját a víz alatti növényzetre.
A 3-7 napig tartó embrionális fejlődés után kikelő lárvák 3,8-4,1 milliméter hosszúak, a szikanyag teljes felszívódásáig, mintegy 5-6 napig még a növényeken függenek ragasztómirigyeik segítségével. Az 5,5-6,5 milliméter testhosszúságú lárvák első táplálékát kerekesférgek jelentik. A tíznapos korukban 8-12 milliméter nagyságú halak más zooplankton-szervezeteket is fogyasztanak.
Ívási ideje és helye egybeesik a pontyéval, ezért gyakran hibridizálódik, mely egyedeket pontykárászként vagy kárászpontyként neveznek. A hibridek ikrás egyedei fertilisek (termékeny), a tejesek rendszerint sterilek.

## Horgászata
A fenék közelében lehet fogására számítani. Legjobb a könnyű úszós kis horoggal felszerelt készség. Csaliként a giliszta a kenyér, a kukorica vagy különböző pontyféléknek gyártott horgász csali. Kapása olykor csak az úszó rezdüléséből áll, illetve az úszó néhány milliméteres megemelkedése vagy süllyedése jelzi kapását. Ezután megáll, és csak ezután indul el a horgon szívósan viselkedő hal.
2014-től Magyarországon az aranykárász "nem fogható" kategóriájú halfaj lett. Abban az esetben, ha a halgazdálkodási hatóság engedélyezi a nem fogható halfajok fogását, akkor a felmentés március 1. és május 31. közötti időszakra nem adható, továbbá a felmentés a széles kárász esetében legalább 20 cm-es példányokra adható, és rájuk is érvényes a naponta kifogható legfeljebb 3 db-os mennyiség.

## Kárász galéria
|  |  |  |

### Internetes leírások a széles kárászról
- 3849/0 A faj szerepel a Természetvédelmi Világszövetség Vörös Listáján. IUCN. (Hozzáférés: 2010. október 7.)
- A faj adatlapja a FishBase oldalán. FishBase. (Hozzáférés: 2010. október 7.)
- A taxon adatlapja az ITIS adatbázisában. Integrated Taxonomic Information System. (Hozzáférés: 2010. október 7.)
- Crucian Carassius carassius (Linnaeus, 1758) (angol nyelven). BioLiB.cz. (Hozzáférés: 2010. október 7.)
- Carassius carassius (Linnaeus, 1758) (cseh nyelven). AQUATAB. [2011. augusztus 17-i dátummal az eredetiből archiválva]. (Hozzáférés: 2010. október 8.)
- Carassius carassius (Linnaeus 1758) (angol nyelven). Fauna Europaea. [2015. május 5-i dátummal az eredetiből archiválva]. (Hozzáférés: 2010. október 7.)
- Carassius carassius (Linnaeus 1758) (angol nyelven). Food and Agriculture Organization of the United Nations. (Hozzáférés: 2011. december 3.)